# Chorebus didas
Chorebus didas är en stekelart som först beskrevs av Nixon 1944.  Chorebus didas ingår i släktet Chorebus och familjen bracksteklar. Inga underarter finns listade i Catalogue of Life.